# Un Natale perfetto
Un Natale perfetto (Snowglobe) è un film per la televisione diretto da Ron Lagomarsino e interpretato da Christina Millian e Josh Cooke. È stato trasmesso su ABC Family il 7 dicembre 2007.

## Trama
La giovane Angela ama il Natale più di qualsiasi altra cosa: la sua trepidante attesa per la festività non è però condivisa dai genitori, che guardano alla ricorrenza con il disincanto della maturità. Proprio nel mezzo di una delle consuete discussioni sul tema, Angela si vede recapitare per posta una sfera di vetro natalizia. Il suo desiderio più grande (evadere dal torpore quotidiano e immergersi nell'incanto) diviene magicamente realtà all'apertura del misterioso regalo: trasportata nel mondo della sfera, la ragazza vi rimarrà intrappolata e si troverà a scoprire che non tutto era esattamente come si aspettava.